# Качаново (Тверская область)
Качаново — деревня в Кувшиновском районе Тверской области. Входит в состав Тысяцкого сельского поселения.

## География
Находится в центральной части Тверской области на расстоянии приблизительно 5 км (по прямой) на север от города Кувшинова, административного центра района.

## История
Была отмечена на карте еще 1825 года. В 1859 году здесь (сельцо Новоторжского уезда) было учтено 34 двора. До 2015 года входила в состав Пеньского сельского поселения.

## Население
Численность населения составляла 240 человек (1859 год), 42 (русские 27 %, азербайджанцы 66 %) в 2002 году, 57 в 2010.